# Сибирский 44-й стрелковый полк
44-й сибирский стрелковый полк — воинская часть в Российской империи начала XX века.

## История
1 сентября 1910 были соединены 11-й пехотный Сибирский резервный Семипалатинский полк и 12-й пехотный Сибирский резервный Барнаульский полк в 44-й Сибирский стрелковый полк. Входил в состав 11-й Сибирской стрелковой дивизии, дислоцировался в Омске. 19 июля (1 августа) 1914 при мобилизации выделены военнослужащие на формирование 56-го Сибирского стрелкового полка.

## Награды
- Юбилейное Георгиевское знамя образца 1900 года, с образом Спаса Нерукотворного, малиновой каймой с надписями «1711-1911» и отличиями на скобе.[1]
- Нагрудный знак в виде белого эмалевого креста (в центре креста соединенные вензеля императоров Петра I и Николая II, а на концах его даты «1711-1911») под императорской короной с ободком.

## Боевые кампании полка
Участвовал в Первой мировой войне с самого начала. С сентября 1914 до марта 1916 в составе 12-й армии, 10-й армии, 1-й армии, 2-й армии на Северо-Западном фронте, затем с лета 1916 в составе 4-й армии, 10-й армии на Западном фронте. После подписания Брестского мира полк был расформирован.

## Командиры полка
- Алексеев, Александр Николаевич, полковник — 24.04.1913 — 01.03.1915;[3]
- Хлыстов, Николай Николаевич, полковник — на 12.07.1916;
- Фукин, Михаил Николаевич, полковник — 28.07.1914 — 11.10.1918 (с перерывом).

## Георгиевские кавалеры
- Шкляр-Алексюк, Степан Иосифович, штабс-капитан, 14-й особый пехотный полк. Георгиевское оружие (высочайший приказ от 24 декабря 1916) — награждён за отличия в 44-м Сибирском стрелковом полку.